# 에사 티카넨
에사 칼레르보 티카넨(핀란드어: Esa Kalervo Tikkanen, 1964년 1월 25일~)은 핀란드의 아이스하키 선수, 지도자로 현역 시절 포지션은 레프트윙이다. 내셔널 하키 리그(NHL)의 에드먼턴 오일러스, 플로리다 팬서스, 뉴저지 데블스, 뉴욕 레인저스, 세인트루이스 블루스, 밴쿠버 커넉스, 워싱턴 캐피털스 소속으로 활약했으며 스탠리 컵 우승 5회를 달성했다. 또한 NHL 통산 877경기 출전, 244골, 630 득점을 기록했다.
국제 대회에 핀란드 국가대표로 활약했으며, 1998년 동계 올림픽과 2000년 세계 선수권 대회에서 동메달을 획득했다.